# Casa Lluvià
La Casa Lluvià és un edifici modernista de Manresa (Bages) protegit com a bé cultural d'interès local.. És una típica torre de senyors aïllada amb un petit jardí projectat per Ignasi Oms i Ponsa l'any 1908 i considerada com l'obra més purament modernista i reeixida de l'arquitecte manresà.
Actualment acull la seu del Col·legi d'Arquitectes del Bages i Berguedà i les oficines de la Fira Mediterrània de Manresa.

## Descripció
La Casa Lluvià és un habitatge representatiu de la burgesia industrial de principis del segle xx, elements que a Catalunya solen confluir en el Modernisme. Està ubicada en un xamfrà del carrer que porta el nom de l'arquitecte (Arquitecte Oms, 5), prop del passeig de Pere III, en ple centre de la ciutat de Manresa. Si bé es va construir per encàrrec de Sebastià Tàpias i Selga, posteriorment la va adquirir el senyor Lluvià. Durant un temps va servir d'escola i va passar per un moment crític en què va estar a punt de ser enderrocada.
A diferència del Casino de Manresa (1906), la Casa Lluvià s'aparta del classicisme i l'autor hi combina, en un joc de volums asimètrics, un cos central amb dues torres de diferents proporcions i alçades. La façana conserva una ornamentació típicament modernista amb esgrafiats a les parets, ornamentació florals en capitells i mènsules, rematat amb un esglaonat de rajola i totxo a les cornises. El jardí està tancat amb reixes de ferro forjat.
A l'interior de l'edifici s'hi conserven alguns elements típics com ara columnes de pedra amb relleus, sostres amb motllures i pintura de tendència naïf. També es conserva la fusteria original de les finestres d'un despatx.

## Història
Fou construïda entre 1809 i 1910, s'hi feren reformes a l'escala exterior i la porta del primer pis el 1935. El 1981 va ser adquirida i restaurada per l'ajuntament de Manresa.